# Titus Seo Sang-bum
Titus Seo Sang-bum (ur. 6 lutego 1961 w Seulu) – koreański duchowny katolicki, biskup Ordynariatu Polowego Korei od 2021.

## Życiorys
Święcenia kapłańskie otrzymał 12 lutego 1988 i został inkardynowany do archidiecezji seulskiej. Po czteroletnim stażu wikariuszowskim podjął pracę duszpasterską w ordynariacie polowym Korei, a w 2013 został jego wikariuszem generalnym. W 2018 powrócił do archidiecezji i został proboszczem jednej z seulskich parafii.
2 lutego 2021 papież Franciszek mianował go biskupem Ordynariatu Polowego Korei. Sakry biskupiej udzielił mu 9 kwietnia 2021 biskup Francis Xavier Yu Soo-il.